# Eucatástrofe
Eucatástrofe es un término acuñado por J. R. R. Tolkien que se refiere al repentino giro de los acontecimientos al final de una historia que garantiza que el protagonista no sea víctima de un destino terrible, inminente y muy posible. Formó la palabra añadiendo el prefijo griego "eu-", que significa "bueno", a "catástrofe", la palabra usada tradicionalmente en la crítica literaria clásica para referirse al desenlace o conclusión de un drama. Para Tolkien, el término parecía tener un significado temático más allá de lo que implica su forma. Según la resumida definición de su ensayo de 1947 Sobre los cuentos de hadas, eucatástrofe es una parte fundamental de su concepto de mitopoeia. A pesar de que el interés de Tolkien estaba en los mitos, también relaciona el concepto con los Evangelios; Tolkien llama a la Encarnación la eucatástrofe de la historia de la humanidad, y a la Resurrección, la eucatástrofe de la Encarnación.

## Ejemplos en la obra de Tolkien
Se podría decir que el clímax de El Señor de los Anillos es una eucatástrofe. Aunque la victoria parece asegurada para Sauron, el Anillo Único es destruido permanentemente por el ataque de Gollum, y con él el Señor Oscuro y su fortaleza de Barad-dûr. Esto ocurre a pesar de que Frodo, el principal protagonista, se rinde a la voluntad del Anillo y lo reclama para sí mismo. Aparentemente, es una mala situación, no obstante salvada por intervenciones imprevistas.

## Distinción entreeucatástrofeydeus ex machina
Eucatástrofe es a menudo confundida con deus ex machina, ya que ambos sirven para sacar al protagonista del proverbial (o a veces literal) peligro. La diferencia básica es que la eucatástrofe concuerda con la estructura establecida de la historia, mientras que el deus ex machina, el dios surgido de la máquina, de manera repentina e inexplicable introduce un personaje, fuerza o evento del que no había una referencia narrativa anterior.
En la obra maestra de Tolkien El Señor de los Anillos, mientras algunos de los acontecimientos pueden parecer improbables o incluso imposibles, mantienen una lógica con la historia general. El Anillo Único contiene la mayor parte del poder de Sauron y toda su fuerza vital. Si el anillo es destruido, Sauron también. Su destrucción también traerá la destrucción de su fortaleza, que sólo está sostenida por su poder, y enloquecerá a sus seguidores, que huirán o morirán. Este es un cambio repentino y masivo que altera totalmente el panorama de todo lo ocurrido previamente, y que, al contrario de un deus ex machina, concuerda completamente con el tema y la historia. La destrucción del Anillo Único es una solución definitiva, pero no fuera de lugar ni ilógica en términos de historia y escenario.